# Mistrzostwa Świata w Kajakarstwie 1994
26. Mistrzostwa świata w kajakarstwie odbyły się w dniach 21–25 września 1994 w Meksyku, w dzielnicy Xochimilco.
Rozegrano 18 konkurencji męskich i 6 kobiecych. Mężczyźni startowali w kanadyjkach jedynkach (C-1), dwójkach (C-2) i czwórkach (C-4) oraz w kajakach jedynkach (K-1), dwójkach (K-2) i czwórkach (K-4), zaś kobiety w kajakach jedynkach, dwójkach i czwórkach. 
W porównaniu z dotychczasowymi mistrzostwami istotnie zmieniono skład konkurencji. Zrezygnowano z wyścigów na dystansach 10 000 metrów (mężczyzn) i 5000 metrów (kobiet), natomiast wprowadzono wyścigi na 200 metrów w jedynkach, dwójkach i czwórkach kanadyjek i kajaków mężczyzn oraz  kajaków kobiet.
Pierwsze miejsce w klasyfikacji medalowej wywalczyli reprezentanci Węgier.

## Medaliści

### Mężczyźni

#### Kanadyjki
| Konkurencja: | Złoto:                                                                                 | Rezultat | Srebro:                                                                  | Rezultat | Brąz:                                                                       | Rezultat |
| C-1 200 m    | Nikołaj Buchałow                                                                       | 41,869   | Ervin Hoffmann                                                           | 42,241   | Michał Śliwiński                                                            | 42,281   |
| C-1 500 m    | Nikołaj Buchałow                                                                       | 1:55,264 | Imre Pulai                                                               | 1:56,752 | Michał Śliwiński                                                            | 1:57,056 |
| C-1 1000 m   | Ivans Klementjevs                                                                      | 4:08,144 | Nikołaj Buchałow                                                         | 4:08,208 | Victor Partnoi                                                              | 4:10,424 |
| C-2 200 m    | Białoruś · Aleksandr Masiejkow · Dmitrij Dowgalonok                                    | 39,792   | Węgry · György Kolonics · Csaba Horváth                                  | 40,000   | Francja · Olivier Boivin · Sylvain Hoyer                                    | 40,400   |
| C-2 500 m    | Rumunia · Gheorghe Andriev · Grigore Obreja                                            | 1:47,780 | Węgry · György Kolonics · Csaba Horváth                                  | 1:48,452 | Bułgaria · Błagowest Stojanow · Martin Marinow                              | 1:49,812 |
| C-2 1000 m   | Niemcy · Andreas Dittmer · Gunar Kirchbach                                             | 3:50,100 | Węgry · Ferenc Novák · Gáspár Boldizsár                                  | 3:51,988 | Polska · Dariusz Koszykowski · Tomasz Goliasz                               | 3:52,484 |
| C-4 200 m    | Rosja · Pawieł Konowałow · Andriej Kabanow · Siergiej Cziemierow · Aleksandr Kostogłod | 35,412   | Węgry · György Kolonics · Csaba Horváth · Ervin Hoffmann · Attila Szabó  | 35,524   | Czechy · Petr Procházka · Roman Dittrich · Tomáš Křivánek · Waldemar Fibigr | 35,420   |
| C-4 500 m    | Węgry · Attila Szabó · Ervin Hoffmann · Ferenc Novák · Gáspár Boldizsár                | 1:30,464 | Rumunia · Marcel Glăvan · Antonel Borșan · Cosmin Pașca · Florin Popescu | 1:30,480 | Słowacja · Slavomír Kňazovický · Peter Páleš · Csaba Orosz · Juraj Filip    | 1:32,592 |
| C-4 1000 m   | Węgry · Imre Pulai · György Kolonics · Tibor Takács · Csaba Horváth                    | 3:26,708 | Rumunia · Marcel Glăvan · Antonel Borșan · Cosmin Pașca · Florin Popescu | 3:34,678 | Meksyk · Juan Martínez · Antonio Romero · Ramón Ferrer · Benjamín Castañeda | 3:33,62  |

#### Kajaki
| Konkurencja: | Złoto:                                                                         | Rezultat | Srebro:                                                                        | Rezultat | Brąz:                                                                          | Rezultat |
| K-1 200 m    | Siarhiej Kalesnik                                                              | 36,737   | Vince Fehérvári                                                                | 37,445   | Miguel García                                                                  | 37,541   |
| K-1 500 m    | Zsombor Borhi                                                                  | 1:42,236 | Daniel Collins                                                                 | 1:42,416 | Knut Holmann                                                                   | 1:42,876 |
| K-1 1000 m   | Clint Robinson                                                                 | 3:38,714 | Zsombor Borhi                                                                  | 3:38,962 | Knut Holmann                                                                   | 3:40,842 |
| K-2 200 m    | Polska · Maciej Freimut · Adam Wysocki                                         | 36,156   | Rumunia · Romică Șerban · Daniel Stoian                                        | 36,180   | Niemcy · Kay Bluhm · Torsten Gutsche                                           | 36,324   |
| K-2 500 m    | Niemcy · Kay Bluhm · Torsten Gutsche                                           | 1:33,108 | Węgry · András Rajna · Attila Adrovicz                                         | 1:33,588 | Australia · Martin Hunter · Clint Robinson                                     | 1:33,876 |
| K-2 1000 m   | Dania · Jesper Staal · Thor Nielsen                                            | 3:21,268 | Włochy · Antonio Rossi · Daniele Scarpa                                        | 3:22,272 | Węgry · István Beé · István Szijarto                                           | 3:25,908 |
| K-4 200 m    | Rosja · Anatolij Tiszczenko · Oleg Gorobij · Siergiej Wierlin · Wiktor Denisow | 32,180   | Rumunia · Florin Scoica · Sorin Petcu · Marin Popescu · Geza Magyar            | 32,308   | Ukraina · Ołeksij Śliwiński · Jurij Kiczejew · Andrij Petrow · Andrij Borzukow | 32,452   |
| K-4 500 m    | Rosja · Anatolij Tiszczenko · Oleg Gorobij · Siergiej Wierlin · Wiktor Denisow | 1:21,488 | Rumunia · Florin Scoica · Sorin Petcu · Marin Popescu · Geza Magyar            | 1:21,900 | Węgry · Gábor Horváth · Ferenc Csipes · Zoltán Antal · Róbert Hegedűs          | 1:22,264 |
| K-4 1000 m   | Rosja · Anatolij Tiszczenko · Oleg Gorobij · Siergiej Wierlin · Wiktor Denisow | 3:01,408 | Polska · Piotr Markiewicz · Adam Wysocki · Grzegorz Kotowicz · Marek Witkowski | 3:02,368 | Niemcy · Thomas Reineck · Detlef Hofmann · Mario von Appen · André Wohllebe    | 3:02,680 |

### Kobiety

#### Kajaki
| Konkurencja: | Złoto:                                                                   | Rezultat | Srebro:                                                                  | Rezultat | Brąz:                                                                        | Rezultat |
| K-1 200 m    | Rita Kőbán                                                               | 42,904   | Anna Olsson                                                              | 42,984   | Caroline Brunet                                                              | 43,244   |
| K-1 500 m    | Birgit Schmidt                                                           | 1:53,552 | Rita Kőbán                                                               | 1:54,196 | Josefa Idem                                                                  | 1:54,640 |
| K-2 200 m    | Węgry · Rita Kőbán · Éva Laky                                            | 40,252   | Niemcy · Birgit Schmidt · Daniela Gleue                                  | 40,492   | Polska · Barbara Hajcel · Elżbieta Urbańczyk                                 | 40,828   |
| K-2 500 m    | Polska · Elżbieta Urbańczyk · Barbara Hajcel                             | 1:49,684 | Węgry · Kinga Czigány · Szilvia Mednyánszky                              | 1:50,804 | Niemcy · Birgit Schmidt · Daniela Gleue                                      | 1:51,396 |
| K-4 200 m    | Węgry · Éva Dónusz · Szilvia Mednyánszky · Éva Laky · Rita Kőbán         | 37,120   | Niemcy · Birgit Schmidt · Ramona Portwich · Anett Schuck · Daniela Gleue | 37,168   | Kanada · Caroline Brunet · Alison Herst · Klara MacAskill · Corrina Kennedy  | 37,328   |
| K-4 500 m    | Niemcy · Birgit Schmidt · Ramona Portwich · Anett Schuck · Daniela Gleue | 1:35,588 | Węgry · Éva Dónusz · Kinga Czigány · Szilvia Mednyánszky · Rita Kőbán    | 1:35,952 | Szwecja · Anna Olsson · Maria Haglund · Susanne Rosenqvist · Ingela Ericsson | 1:37,648 |

## Klasyfikacja medalowa
| Miejsce | Państwo   | Złoto | Srebro | Brąz | Razem |
| ------- | --------- | ----- | ------ | ---- | ----- |
| 1       | Węgry     | 6     | 12     | 2    | 20    |
| 2       | Niemcy    | 4     | 2      | 3    | 9     |
| 3       | Rosja     | 4     | 0      | 0    | 4     |
| 4       | Polska    | 3     | 1      | 2    | 6     |
| 5       | Bułgaria  | 2     | 1      | 1    | 4     |
| 6       | Białoruś  | 2     | 0      | 0    | 2     |
| 7       | Rumunia   | 1     | 5      | 1    | 7     |
| 8       | Australia | 1     | 1      | 1    | 3     |
| 9       | Dania     | 1     | 0      | 0    | 1     |
| 10      | Szwecja   | 0     | 1      | 1    | 2     |
| 10      | Włochy    | 0     | 1      | 1    | 2     |
| 12      | Ukraina   | 0     | 0      | 3    | 3     |
| 13      | Kanada    | 0     | 0      | 2    | 2     |
| 13      | Norwegia  | 0     | 0      | 2    | 2     |
| 15      | Czechy    | 0     | 0      | 1    | 1     |
| 15      | Francja   | 0     | 0      | 1    | 1     |
| 15      | Hiszpania | 0     | 0      | 1    | 1     |
| 15      | Meksyk    | 0     | 0      | 1    | 1     |
| 15      | Słowacja  | 0     | 0      | 1    | 1     |
|         | Razem     | 24    | 24     | 24   | 72    |